# Епархия Сан-Педро-де-Макориса
Епархия Сан-Педро-де-Макориса (лат. Dioecesis Sancti Petri de Macoris) — епархия Римско-Католической церкви с центром в городе Сан-Педро-де-Макорис, Доминиканская Республика. Епархия Сан-Педро-де-Макориса входит в митрополию Санто-Доминго. Кафедральным собором епархии Сан-Педро-де-Макориса является церковь святого Петра в городе Сан-Педро-де-Макорис.

## История
1 февраля 1997 года Римский папа Иоанн Павел II издал буллу «Veritatem lucem», которой учредил епархию Сан-Педро-де-Макориса, выделив её из архиепархии Санто-Доминго и епархии Нуэстра-Сеньора-де-ла-Альтаграсия-эн-Игуэя.

## Ординарии епархии
- епископ Франсиско Осория Акоста (1.02.1997 — 4.07.2016 — назначен архиепископом Санто-Доминго);
- епископ Santiago Rodríguez Rodríguez (3.11.2017 — по настоящее время).

## Статистика
На конец 2004 года из 581 000 человек, проживающих на территории епархии, католиками являлись 492 000 человек, что соответствует 84,7% от общего числа населения епархии.
| год  | население | население | население | священники | священники        | священники         | священники                           | постоянные диаконы | монахи  | монахи  | приходы |
| год  | католики  | всего     | %         | всего      | белое духовенство | черное духовенство | число католиков на одного священника | постоянные диаконы | мужчины | женщины | приходы |
| ---- | --------- | --------- | --------- | ---------- | ----------------- | ------------------ | ------------------------------------ | ------------------ | ------- | ------- | ------- |
| 1999 | 405.000   | 450.000   | 90,0      | 17         | 10                | 7                  | 23.823                               | 2                  | 8       | 59      | 12      |
| 2000 | 432.000   | 480.000   | 90,0      | 20         | 15                | 5                  | 21.600                               | 2                  | 6       | 66      | 18      |
| 2001 | 432.000   | 480.000   | 90,0      | 17         | 10                | 7                  | 25.411                               | 2                  | 8       | 73      | 18      |
| 2002 | 490.000   | 580.000   | 84,5      | 15         | 11                | 4                  | 32.666                               | 8                  | 6       | 78      | 19      |
| 2003 | 492.000   | 581.000   | 84,7      | 17         | 13                | 4                  | 28.941                               | 8                  | 8       | 81      | 20      |
| 2004 | 492.000   | 581.000   | 84,7      | 19         | 13                | 6                  | 25.894                               | 8                  | 7       | 84      | 20      |